# Mazkeret Batya
Mazkeret Batya (hebreiska: מזכרת בתיה) är en ort i Israel.   Den ligger i distriktet Centrala distriktet, i den centrala delen av landet. Mazkeret Batya ligger 75 meter över havet och antalet invånare är 8 034.
Terrängen runt Mazkeret Batya är platt.Runt Mazkeret Batya är det mycket tätbefolkat, med 1 573 invånare per kvadratkilometer. Närmaste större samhälle är Reẖovot, 5,6 km nordväst om Mazkeret Batya. Runt Mazkeret Batya är det i huvudsak tätbebyggt.